# Szent Nereus és Szent Achilleus
Szent Nereus és Szent Achilleus római vértanúk, akik megközelítőleg 304-ben szenvedtek vértanúhalált Pontia szigetén.

## Életük
Nereus és Achilleus régi római vértanú-pár. Ünnepük május 12-én van. Tiszteletük szerepel az 5. században keletkezett Martyrologium Hieronymianum gyűjteményben, mely a korai egyház vértanúit tartalmazza, de már megemlékezik róluk I. Damáz pápa, aki sírfeliratot költött a két vértanúnak. Ezek szerint Nereus és Achilleus római katonák voltak. Megtértek, megkeresztelkedtek és bátor hitvallásukért megölték őket. Haláluk pontos ideje nincs följegyezve. A források általában a diocletianusi üldözés éveire teszik vértanúságukat. Ünneplésük helye a sírjuk lehetett, amelyet Petronellának, Szent Péter lányának sírja közelében kell keresnünk, a Domitilla-katakomba kiterjedt temetőrendszerében.
Életükkel és vértanúságukkal kapcsolatban sok legenda terjedt el. Az 5. és 6. században írtak egy nagyszabású szenvedéstörténetet Nereusról és Achilleusról, melyben a két vértanút testvérpárnak tekintették, kiket maga Péter apostol keresztelt meg. (Ez utóbbi teljesen valószínűtlen, hiszen több száz évvel később éltek, mint az apostol.) Mint eunuchok a császár unokahúgának, Titus Flavius Clemens feleségének - a későbbi keresztény vértanúasszonynak -, Domitillának a szolgálatában álltak. Úrnőjükkel együtt a campaniai tengerpart előtt levő Pontia szigetre száműzték, Terracinában borzalmasan megkínozták, végül lefejezték őket. Domitillával együtt a Via Ardeatina melletti katakombában temették el őket.
Lásd még: Szent Pongrác

## Fordítás
- Ez a szócikk részben vagy egészben  a   Nereus, Achilleus, Domitilla, and Pancras című angol Wikipédia-szócikk fordításán alapul.  Az eredeti cikk szerkesztőit annak laptörténete sorolja fel. Ez a jelzés csupán a megfogalmazás eredetét és a szerzői jogokat jelzi, nem szolgál a cikkben szereplő információk forrásmegjelöléseként.